# Bowcliffe Hall
 (décembre 2023).
Si vous disposez d'ouvrages ou d'articles de référence ou si vous connaissez des sites web de qualité traitant du thème abordé ici, merci de compléter l'article en donnant les références utiles à sa vérifiabilité et en les liant à la section « Notes et références ».
Bowcliffe Hall est un manoir situé à Bramham près de Wetherby, Yorkshire de l'Ouest, Angleterre. Construit entre 1805 et 1825, Bowcliffe Hall est un bâtiment classé Grade II maintenant utilisé comme bureau et espace événementiel. Le bâtiment est construit en pierre de taille, sous un toit en ardoise à faible pente sur un plan d'étage rectangulaire à double pile. Il est principalement construit sur deux étages, bien que l'aile est ait été modifiée à trois.

## Histoire
La construction de Bowcliffe Hall commence en 1805 par William Robinson, un filateur de coton de Manchester. Après avoir terminé uniquement l'aile ouest, Robinson vend la propriété pour 2 000 £ à John Smyth, qui termine la construction. Smyth meurt en 1840 et la maison est mise en fiducie par ses filles en attendant la vente. Le domaine est acheté par George Lane Fox, dont la propre maison, le Bramham Park voisin, a été gravement endommagée par un incendie en 1828.
George Lane Fox, connu sous le nom de "The Gambler", est le député de Beverley. Il meurt en 1848 et est remplacé par son fils unique, également George, connu sous le nom de "The Squire". Ce dernier meurt en 1896 et est remplacé par son second fils George (son fils aîné étant devenu pasteur) qui est député de Barkston Ash. Il rénove Bramham Park et y retourne en 1907. Bowcliffe est ensuite acheté par Walter Geoffrey Jackson, le directeur général de la société minière Henry Briggs Son and Company.
En 1917, la maison est achetée par le pionnier de l'aviation Robert Blackburn de Kirkstall, le président de Blackburn Aircraft qui y vit jusqu'en 1950. Lui et sa famille sont les derniers à utiliser la maison comme résidence. En tant que pionnier de l'aviation, Blackburn construit son premier monoplan en 1909, faisant de lui le premier homme du Yorkshire à concevoir et produire un avion volant motorisé. Une grande partie de son vol d'essai est effectuée au-dessus de Filey, Roundhay Park et Brough. Blackburn effectue le premier vol régulier au monde entre Leeds et Bradford en 1914, avec le maire de Leeds parmi ses premiers passagers .
En 1955, Blackburn meurt et, après sa mort, la maison est vendue à la compagnie de carburant Hargreaves en mai 1956 pour servir de bureaux, passant au groupe Bayford en 1988.